# Intellipedia

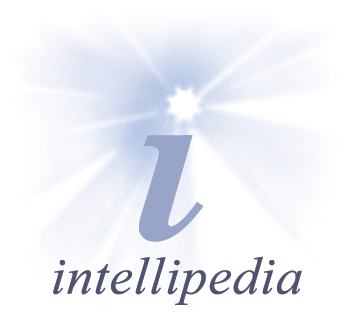
Intellipedias logotyp

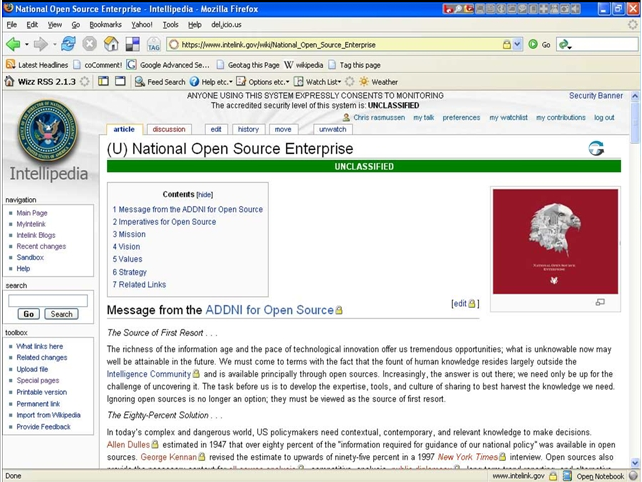
En ögonblicksbild av webbsidan Intellipedia

Intellipedia är ett onlinesystem för ömsesidigt informationsutbyte som används av USA:s underrättelsecommunity. Det startade som ett pilotprojekt under slutet av 2005, men blev officiellt lanserat först i april 2006. Det består av tre wikier. 